# Boettcheria maerens
Boettcheria maerens är en tvåvingeart som först beskrevs av Townsend 1916.  Boettcheria maerens ingår i släktet Boettcheria och familjen köttflugor. Inga underarter finns listade i Catalogue of Life.